# CeeDee Lamb
Cedarian Lamb, detto CeeDee (Opelousas, 8 aprile 1999), è un giocatore di football americano statunitense che milita nel ruolo di wide receiver per i Dallas Cowboys della National Football League (NFL).

## Carriera universitaria
Nella sua prima stagione a Oklahoma nel 2017, Lamb disputò 14 partite, 13 delle quali come titolare, con 46 ricezioni per 807 yard e 7 touchdown. Quelle 807 yard furono un nuovo record dell'istituto per un giocatore al primo anno. La stagione seguente fu uno dei principali contributori alla stagione da 12-2 dei Sooners che portò a un'apparizione ai playoff. Terminò con 65 ricezioni per 1.158 yard e 11 touchdown in 13 gare come titolare. Nel 2018 lui e il compagno Marquise Brown divennero la prima coppia di ricevitori di Oklahoma a superare entrambi le mille yard ricevute. Nell'Orange Bowl contro gli Alabama Crimson Tide ebbe un massimo regionale di 8 ricezioni per 109 yard e un touchdown.
Nel 2019, Lamb fu inserito nel First-team All-American dopo avere ricevuto 62 passaggi per 1.327 yard e 14 touchdown. Fu finalista per il Fred Biletnikoff Award assegnato al miglior ricevitore del college football.

## Carriera professionistica
Lamb fu scelto nel corso del primo giro (17º assoluto) del Draft NFL 2020 dai Dallas Cowboys. Debuttò come professionista nella gara del primo turno contro i Los Angeles Rams ricevendo 5 passaggi per 59 yard dal quarterback Dak Prescott nella sconfitta. La sua stagione da rookie terminò con 69 ricezioni per 935 yard e 5 touchdown.
Nel 2021 Lamb fu convocato per il suo primo Pro Bowl al posto dell'infortunato Davante Adams dopo avere fatto registrare 79 ricezioni per 1.102 yard e 6 touchdown.
Nel 2022 Lamb fu convocato per il suo secondo Pro Bowl e inserito nel Second-team All-Pro dopo avere terminato con i nuovi primati personali in ricezioni (107), yard ricevute (1.359) e touchdown (9). Nel primo turno di playoff ricevette 68 yard e segnò un touchdown nella vittoria in casa dei Tampa Bay Buccaneers. La settimana successiva guidò la squadra con 117 yard ricevute ma i Cowboys furono eliminati dai San Francisco 49ers.
Nel secondo turno della stagione 2023 Lamb ricevette 11 passaggi per 143 yard nella vittoria sui New York Jets. Nella settimana 8 fece registrare i nuovi primati personali in ricezioni (12) e yard ricevute (158), oltre a segnare due touchdown, nella netta vittoria sui Los Angeles Rams. Due settimane dopo segnò altri due touchdown (di cui uno su corsa) con i Cowboys che inflissero 49 punti ai New York Giants. In quella partita divenne il primo giocatore della storia con 10 ricezioni e 150 yard ricevute in tre gare consecutive, venendo premiato come miglior giocatore offensivo della NFC della settimana. Nel tredicesimo turno ricevette 116 yard e segnò un touchdown nella vittoria per 41-35 sui Seattle Seahawks. Nella vittoria per 20–19 sui Detroit Lions del penultimo turno, Lamb ricevette 13 passaggi per 227 yard, superando i record di franchigia di Michael Irvin per ricezioni e yard ricevute in una stagione. La settimana successiva, con 98 yard e 2 touchdown ricevuti nella vittoria sui Commanders, Lamb divenne il primo giocatore della storia della NFL con 7 gare con almeno 11 ricezioni in una singola stagione. A fine stagione fu convocato per il suo terzo Pro Bowl e inserito nel First-team All-Pro dopo avere guidato la NFL con 135 ricezioni, mentre fu secondo con 1.749 yard ricevute e terzo con 14 touchdown su ricezione. Nel primo turno di playoff guidò la squadra con 110 yard ricevute ma i Cowboys furono eliminati a sorpresa dai Green Bay Packers.
Il 26 agosto 2024 Lamb firmò con i Cowboys un rinnovo contrattuale quadriennale del valore di 136 milioni di dollari. Nella settimana 15 ricevette 115 yard dal quarterback di riserva Cooper Rush nella vittoria sui Carolina Panthers. A fine stagione fu convocato per il suo quarto Pro Bowl e inserito nel Second-team All-Pro.

## Palmarès
- Convocazioni al Pro Bowl: 4

2021, 2022, 2023, 2024
- First-team All-Pro: 1

2023
- Second-team All-Pro: 2

2022, 2024
- Giocatore offensivo della NFC della settimana: 1

10ª del 2023